# U-855
U-855 je bila nemška vojaška podmornica Kriegsmarine, ki je bila dejavna med drugo svetovno vojno.

## Zgodovina
S podmornico je bil nazadnje vzpostavljen stik 11. septembra 1944, nakar je izginila s celotno posadko 56 mož.

## Poveljniki
| Poveljniki |                                    |                   |                                    |
| Št.        | Čin                                | Ime               | Poveljstvo                         |
| 1.         | Kapitanporočnik (Kapitänleutnant)  | Albert Sürenhagen | 2. avgust 1943 - 2. april 1944     |
| 2.         | Nadporočnik (Oberleutnant zur See) | Prosper Ohlsen    | 3. april 1944 - 11. september 1944 |

## Tehnični podatki
| Kategorije                                    | Podatki                       |
| --------------------------------------------- | ----------------------------- |
| Teža (t): na površju pod površjem polna Teža  | 1.120 1.232 1.545             |
| Dolžina (m) - tlačni trup (m)                 | 76,76 - 58,75                 |
| Širina (m) - tlačni trup (m)                  | 6,86 - 4,44                   |
| Izpodriv (m)                                  | 4,67                          |
| Višina (m)                                    | 9,6                           |
| Moč (hp): na površju pod podvršjem            | 4.400 1.000                   |
| Hitrost (vozlov): na površju pod podvršjem    | 19 7,3                        |
| Doseg (milja/vozel): na površju pod podvršjem | 13.850/10 63/4                |
| Torpeda/Torpedne cevi                         | 22/6 (4 na premcu, 2 na krmi) |
| Krovni top (mm)                               | 105 (110 granat)              |
| Mine                                          | 44 TMA                        |
| Posadka                                       | 48-56                         |
| Maksimalni potop (m)                          | 230                           |